# Hrabowe (Horliwka)
Hrabowe (ukrainisch Грабове; russisch Грабово Grabowo) ist ein Dorf in der ukrainischen Oblast Donezk im Rajon Schachtarsk mit etwa 1000 Einwohnern.

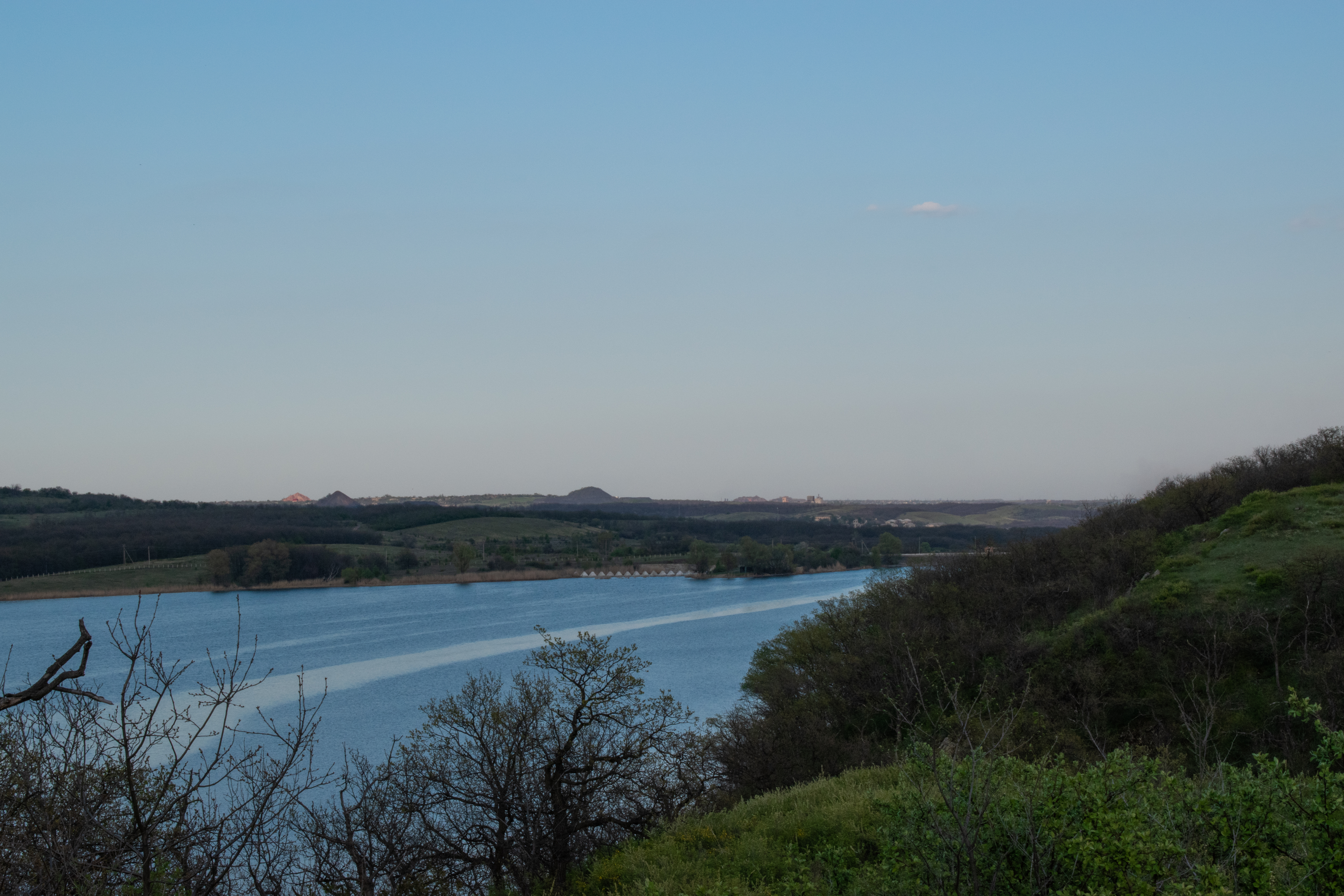
Blick auf das Dorf über den Hrabower Stausee

Das Dorf liegt am Ufer des Mius an der Grenze zur Oblast Luhansk etwa 10 km nordöstlich des Rajonzentrums Schachtarsk. Zur gleichnamigen Landratsgemeinde zählen auch das Dorf Riwne (Рівне) sowie die Siedlung Balotschne (Балочне).
Bei Hrabowe stürzte 2014 eine Boeing 777 auf Malaysia-Airlines-Flug 17 ab.